# Liberty Global
Pour les articles homonymes, voir Liberty.
Liberty Global est une entreprise internationale de télécommunications dont le siège est aux États-Unis  ; c'est un leader mondial de la télévision par câble et satellite et un fournisseur d'accès à Internet.

## Histoire
Les filiales françaises du groupe, UPC France et Chello, ont été vendues à Ypso holding en juin 2006.
Le 5 février 2013, Liberty Global annonce le rachat de Virgin Media pour 23,3 milliards de $, soit 15 milliards de £, en action et en liquide. 
En octobre 2013, Liberty Global vend sa filiale Chellomedia à AMC Networks pour 1,035 milliard de dollars
En janvier 2014, Liberty Global acquiert le câblo-opérateur néerlandais Ziggo pour 10 milliards d'euros.
En juillet 2014, Liberty Global acquiert la participation de 6,4 % que BSkyB détenait dans ITV pour 481 millions de livres soit 824 millions de dollars.
En mai 2014, Discovery Communications et Liberty Global acquièrent All3Media, producteur de Skins et de Midsomer Murders pour 550 millions de livres. Après cette acquisition Discovery et Liberty Global détient chacun All3Media à 50 %,,.
En novembre 2015, Liberty Global annonce faire une offre d'acquisition sur Cable & Wireless Communications pour 3,6 milliards de livres soit l'équivalent de 5,5 milliards de dollars, après avoir acquis 13 % de cette dernière en mars de la même année.
En février 2016, Vodafone et Liberty Global fusionnent leurs activités aux Pays-Bas, respectivement constituées d'un opérateur mobile et d'un fournisseur internet, dans une coentreprise détenue à parité. Lors de cette transaction, Vodafone verse 1 milliard d'euros à Liberty Global pour compenser la moindre valeur de ses activités aux Pays-Bas.
En mai 2018, Vodafone acquiert les activités en Allemagne, en République tchèque, en Hongrie et en Roumanie de Liberty Global pour 21,8 milliards de dollars.
En décembre 2018, Liberty Global annonce la vente de son activité de télévision par satellite DTH présente en Hongrie, Slovaquie, Roumanie et République tchèque, pour 180 millions d'euros.
En mai 2020, Telefónica et Liberty Global annoncent la fusion de  O2 et de Virgin Media, au Royaume-Uni, dans une transaction valorisant l'ensemble près de 38 milliards de dollars, dettes incluses. Les deux entreprises auront une participation de 50 % dans le futur ensemble,.
En août 2020, Liberty Global annonce l'acquisition de Sunrise, un opérateur téléphonique suisse, pour 7,4 milliards de dollars. 
En septembre 2021, Iliad annonce l'acquisition de la filiale UPC Poland de Liberty Global, pour 1,5 milliard d'euros.

## Présent sous les marques
- UPC (Pologne, Slovaquie)
- Sunrise (Suisse)
- Telenet (Belgique, 57,8%)
- Virgin Media (Irlande, Royaume-Uni : 50% de Virgin Media O2)
- VodafoneZiggo (en) (Pays-Bas, 50%)

L'entreprise est également actionnaire de All3Media (en) (50%), ITV (9,9%) et Platforma Canal+ (17 %).
Les activités latino-américaines de l'entreprise, dont VTR (Chili), Liberty Puerto Rico (en) et Cable & Wireless Communications (Caraïbes et Amérique centrale), sont contrôlées par Liberty Latin America, une compagnie indépendante, depuis 2017.